# 광주용봉초등학교
광주용봉초등학교는 광주광역시 북구 신안동에 있는 공립 초등학교이다.

## 학교 연혁
- 1975.09.26 설립인가
- 1977.03.05 광주용봉국민학교 개교(14학급)
- 1991.03.01 태봉국민학교 분리
- 1996.03.01 광주용봉초등학교로 개칭
- 2023.03.01 제18대 조귀례 교장 부임
- 2024.01.11 제45회 33명(9,926명) 졸업

## 참고 자료
- 광주용봉초등학교 - 한국교육학술정보원 학교알리미